# Ca l'Hurtós
Ca l'Hurtós és un edifici del municipi de Garriguella (Alt Empordà) inclosa en l'Inventari del Patrimoni Arquitectònic de Catalunya. Està situat al sector sud-oest del veïnat de Garriguella Vella o Garriguella de Baix, a l'oest del nucli urbà de la població. L'edifici forma cantonada amb els carrers Principal, Figueres i la sortida del nucli en direcció a Peralada.

## Descripció
És un edifici de planta rectangular format per dos grans cossos adossats, amb la façana principal orientada al carrer Principal. L'edifici es complementa amb un altre cos de planta rectangular, que s'adossa als altres dos per la part posterior. La casa presenta coberta a dues aigües de teula i està formada per tres crugies adossades en paral·lel. Consta de planta baixa, pis i golfes. La façana principal presenta un portal d'accés rectangular, amb els brancals bastits amb carreus i la llinda plana de grans dimensions. En aquesta s'observen dues dates diferents i part d'una antiga inscripció, tot i que es troben degradades: "P ERA 17[·]6 / 17[·]6".
Al pis hi ha tres balcons exempts, el central més gran que els laterals, amb llosana motllurada i barana de ferro. Els finestrals de sortida són rectangulars, amb carreus de pedra i les llindes planes. El central presenta una inscripció gravada, amb una creu grega al mig: "1612 ANTONI MAIMO". A les golfes hi ha petites finestres quadrades. La façana es completa amb un ràfec de teula i la canalera de teula vidrada verda. El cos adossat al sud de la casa presenta un portal d'accés d'arc rebaixat, a la façana principal, i una gran terrassa descoberta amb sortida des de la primera planta de la casa. A la cantonada sud-est, bastida amb maons que imiten carreus de pedra, hi ha les restes d'una garita o torricó, de la que només es conserva part del seu cossi. A la façana sud hi ha dues grans finestres de mig punt, una d'elles tapiada, bastides amb maons. La façana posterior està força degradada i només destaca una petita finestra ovalada, a l'extrem nord-oest.
La construcció es troba arrebossada, tot i que en força mal estat. És bastida amb pedra sense treballar i fragments de material constructiu, lligat amb morter de calç.

## Història
Al primer pis, en un dels finestrals que presenta una llinda monolítica, hom pot veure la data 1612 i una creu grega, a més de la inscripció "ANTONI MAIMO".
A la planta baixa, a l'entrada principal, també s'aprecia incís sobre la llinda el nom "PERA" i dues dates, on solament es poden reconèixer tres dígits, "17[ ]6" i de l'altre l'any "17 [ ] 6".